# WIND Hellas
WIND Hellas este un furnizor de servicii integrate de telecomunicații cu sediul în Bulevardul Kifisias, într-o suburbie din nordul Atenei, numită Marousi.
WIND este al treilea operator de telefonie mobilă din Grecia (după Cosmote și Vodafone), având peste 4,4 milioane de abonați activi (septembrie 2010).
S-a născut ca TELESTET Hellas, iar apoi și-a schimbat numele în TIM Hellas în 2004, până când și-a luat numele actual în 2007.